# Cydia storeella
Cydia storeella là một loài bướm đêm thuộc họ Tortricidae. Nó là loài đặc hữu của Maui.
Nó là loài duy nhất được tìm thấy ở a single female và is có thể extinct. It might also be just a form of Cydia plicata.